# 나라별 최초의 우주발사체

나라별 우주 발사체 발사 현황

아래는 나라별 최초의 우주발사체 목록이다. 세계 최초의 우주발사체는 1957년 10월 4일 스푸트니크 1호를 발사한 소련의 R-7 로켓이다.

## 나라별 최초 인공위성 발사체
| 순서 | 나라                   | 위성                      | 로켓      | 위치                                    | 날짜 (UTC)       |
| ---- | ---------------------- | ------------------------- | --------- | --------------------------------------- | ---------------- |
| 1    | 소련                   | 스푸트니크 1호            | R-7       | 소비에트 연방 바이코누르 우주 기지      | 1957년 10월 4일  |
| 2    | 미국                   | 익스플로러 1호            | 주노 I    | 미국 케이프커내버럴 공군 기지           | 1958년 2월 1일   |
| 3    | 프랑스                 | 아스테릭스                | 디아망    | 알제리 함마귀르                         | 1965년 11월 26일 |
| 4    | 일본                   | 오스미                    | 람다 4S   | 일본 우치노우라 우주 센터               | 1970년 2월 11일  |
| 5    | 중화인민공화국         | 동팡홍 1호                | 창정 1호  | 중화인민공화국 주취안 위성발사센터      | 1970년 4월 24일  |
| 6    | 영국                   | 프로스페로                | 블랙 어로 | 오스트레일리아 우메라 시험장            | 1971년 10월 28일 |
| —    | 유럽 우주국            | CAT-1                     | 아리안 1  | 프랑스령 기아나 기아나 우주 센터        | 1979년 12월 24일 |
| 7    | 인도                   | 로히니 D1                 | SLV       | 인도 사티시 다완 우주 센터              | 1980년 7월 18일  |
| 8    | 이스라엘               | 오페크 1                  | 샤빗      | 이스라엘 팔마힘 공군기지                | 1988년 9월 19일  |
| —    | 우크라이나             | 스트렐라 3호 (x6, 러시아) | 치클론-3  | 러시아 플레세츠크 우주 기지             | 1991년 9월 28일  |
| —    | 러시아                 | 코스모스 2175호           | 소유스-U  | 러시아 플레세츠크 우주 기지             | 1992년 1월 21일  |
| 9    | 이란                   | 오미드                    | 사피르-1A | 이란 셈난                               | 2009년 2월 2일   |
| 10   | 조선민주주의인민공화국 | 광명성 3호 2호기          | 은하 3호  | 조선민주주의인민공화국 서해 위성 발사장 | 2012년 12월 12일 |
| 11   | 대한민국               | 위성모사체, 큐브위성(4개) | 누리호    | 대한민국 나로우주센터                   | 2022년 6월 21일  |

## 나라별 최초의 유인우주선 발사체
| 순서 | 나라           |            | 우주선              | 위치                               | 날짜 (UTC)       |
| ---- | -------------- | ---------- | ------------------- | ---------------------------------- | ---------------- |
| 1    | 소련           | 보스토크-K | 보스토크 1호        | 소비에트 연방 바이코누르 우주 기지 | 1961년 4월 12일  |
| 2    | 미국           | 레드스톤   | 머큐리-레드스톤 3호 | 미국 케이프커내버럴 공군 기지      | 1961년 5월 5일   |
| 3    | 중화인민공화국 | 창정 2F    | 선저우 5호          | 중화인민공화국 주취안 위성발사센터 | 2003년 10월 15일 |

## 비자력 인공위성 발사체 발사 국가
- 알제리 (1965년 11월 26일)
- 이탈리아 (1967년 4월 26일)
- 오스트레일리아 (1967년 11월 29일)
- 카자흐스탄 (1992년 1월 21일)
- 마셜 제도 (2008년 9월 28일)[출처 필요]

## 예정된 프로젝트
- 루마니아
- 브라질 (2018년)[1]
- 우크라이나 (2014년)
- 인도네시아 (2014년)[2]
- 아르헨티나 (2014년)[3]
- 중화민국 (2018년 이전)[4]
- 튀르키예 (2015년 이전)[5]
- 오스트레일리아
- 카자흐스탄
- 파키스탄
- 남아프리카 공화국 (정부 자금 조달 시 5년 뒤 설계를 마칠 예정)[6][7]

## 같이 보기
- 분류:나라별 우주인
- 나라별 최초의 우주인

## 참조
1. ↑  “Brazil, Ukraine set satellite launch for 2014”. 2013년 11월 4일에 원본 문서에서 보존된 문서. 2013년 11월 3일에 확인함.
2. ↑  “Roket Pengorbit Satelit (RPS-01)”. 2017년 2월 15일에 원본 문서에서 보존된 문서. 2014년 2월 21일에 확인함.
3. ↑  “보관된 사본”. 2017년 6월 3일에 원본 문서에서 보존된 문서. 2014년 2월 21일에 확인함.
4. ↑  “Taiwan’s Space launch Vehicle”. 2017년 3월 2일에 원본 문서에서 보존된 문서. 2014년 2월 21일에 확인함.
5. ↑  “ATA-1”. 2012년 2월 23일에 원본 문서에서 보존된 문서. 2014년 2월 21일에 확인함.
6. ↑  “CHEETAH-1”. 2012년 12월 27일에 원본 문서에서 보존된 문서. 2014년 2월 21일에 확인함.
7. ↑  Satellites for South Africa